# Глухая кукушка
Глухая куќушка или одноголосая кукушка (лат. Cuculus optatus) — вид птиц из подсемейства настоящих кукушек. По размерам немного меньше обыкновенной кукушки, по внешнему виду, поведению и всем повадкам почти неотличима от неё, хотя и ведёт более скрытый образ жизни, предпочитая размножаться в глухих хвойных лесах Сибири, Урала и Дальнего Востока. Возможное объяснение происхождения названия связано с тем, что крик этого вида глуше, чем чистое «ку-ку» обыкновенной кукушки. Крик самца можно передать скорее как глуховатое, низкое «уу-ту-ту уу-ту уу-ту», а самки — резкий, отрывистый крик. Вопрос о существовании у этого вида экологических рас до последнего времени оставался спорным, так как в отличие от обыкновенной кукушки глухая преимущественно паразитирует на группе близкородственных видов птиц — пеночках.

## Систематика
М. А. Мензбир в своём труде «Птицы России» описывал глухую кукушку, но под названием — кукушка малая Cuculus intermedius Vahl. В течение долгого времени глухая кукушка считалась конспецифичной гималайскому виду Cuculus saturatus, описанному Блитом в 1842 году со ссылкой на Ходжсона. В настоящее время эти виды разделили, и глухая кукушка приобрела название Cuculus optatus, данное ей Гульдом в 1845 году по экземпляру добытому на зимовках в Северной Австралии. С. А. Бутурлин ещё в 1936 году придерживался для одноголосой кукушки, как он называл этот вид, латинского названия Cuculus optatus, оставив старший синоним Cuculus saturatus под вопросом.

## Размеры
Глухая кукушка — птица средних размеров. Самцы и самки глухой кукушки приблизительно одинаковы по размеру, но летом различаются по окраске тела. Длина тела взрослой птицы — около 30—45 см; длина крыла — около 20 см, размах крыльев — 55 см, длина хвоста 15—18 см, живая масса от около 100 г. Имеет длинные маховые и рулевые перья.

## Описание
У взрослых самцов спина сизая, хвост тёмно-серый, горло, зоб и грудь светло-серые. Остальная часть оперения белая с тёмной поперечной полосатостью. Глаза и края век жёлтые. Кончик клюва черноватый, слегка загнутый у вершины. Ноги короткие, желтоватого цвета. Птенцы глухой кукушки имеют тёмное, практически чёрное оперение. Молодые птицы, независимо от пола, либо сероватые, либо рыжеватые с более тёмной поперечной полосатостью по всему телу. Глухая кукушка несколько отличается от обыкновенной кукушки формой головы.

## Родственные связи
Глухая кукушка является видом-двойником обыкновенной кукушки. И действительно, по внешнему виду она чрезвычайно похожа на обыкновенную кукушку, но хорошо отличается голосом, а в местах совместного обитания и биотопическими предпочтениями. По внешними признакам их различать трудно, коллекционные экземпляры обыкновенной и глухой кукушек с полной уверенностью может распознать лишь опытный орнитолог. Генетический анализ установил, что эти два вида не скрещиваются. Оба вида гнездовые паразиты, но виды-воспитатели у них разные. Особенности полёта, поведения, токования, гнездовой биологии и места зимовок у них разные. К примеру, глухая кукушка улетает зимовать в Юго-Восточную Азию, Индонезию, Австралию. Обыкновенная кукушка зимует в Африке. Весной с мест зимовок оба вида кукушек мигрируют навстречу друг другу и в географическом центре России (то есть в Сибири) они появляются в мае. В европейской части России представлена лишь обыкновенная кукушка, хотя глухая кукушка проникает в последние годы и в восточную (предуральскую) часть европейской России. На наиболее удалённом от Африки Дальнем Востоке обыкновенная кукушка появляется на месяц-полтора позже глухой кукушки.

## Ареал и особенности миграций
На территории Российской Федерации глухая кукушка встречается на обширных просторах от Урала до Тихоокеанского побережья, включая Сахалин и Курильские острова. В Западную Сибирь глухая кукушка прилетает немного позднее обыкновенной, а в Восточную Сибирь и Приморье — гораздо раньше. Залёт птиц в западно-сибирские леса проходит с юго-востока равнины и происходит обычно на 6—10 дней позднее обыкновенной кукушки, которая летит с юго-запада. Эти виды предпочитают разные места обитания. Глухая кукушка занимает лесную зону равнины, местами проникая в лесотундру на севере, в сосновые леса вдоль Оби, в хвойную тайгу и горно-таёжные леса на юге Алтая. По местообитаниям отличается от обыкновенной кукушки большей привязанностью к густым хвойным лесам, но может иногда придерживаться отдельных островков густого леса, зарослей карликовой берёзы, осиново-берёзовых колков в лесостепи.

## Виды-воспитатели
Глухая кукушка ведёт скрытный образ жизни. Основные виды-воспитатели гнездятся либо высоко на ветвях хвойных деревьев, либо в глубине густых заломов старой тайги.
- Сибирская теньковка Phylloscopus collybita tristis Blyth, 1843
- Светлоголовая пеночка Phylloscopus coronatus (Temminck & Schlegel, 1847)
- Пеночка-зарничка Phylloscopus inornatus (Blyth, 1842)
- Корольковая пеночка Phylloscopus proregulus (Pallas, 1811)